# Ekstraliga Kobiet
L'Ekstraliga Kobiet, fino al 2005 nota come I Liga, e attualmente nota come Orlen Ekstraliga per motivi di sponsorizzazione, è la massima serie del campionato polacco femminile di calcio ed è posto sotto l'egida della Federcalcio polacca (PZPN).
La competizione venne creata nel 1974 e attualmente vede la partecipazione di 12 squadre, che si affrontano a cadenza annuale, tra i mesi di agosto e giugno. Il Czarni Sosnowiec è la squadra con il maggior numero di successi, 13; mentre il GKS Katowice è la squadra campione in carica.
Per la stagione 2025-2026 l'Ekstraliga Kobiet è il 33º campionato di calcio femminile in Europa secondo il coefficiente UEFA.

## Storia
La prima edizione dell'Ekstraliga Kobiet fu disputata nella stagione 1974-1975 e vide la vittoria del Checz Gdynia, che poi vinse le prime quattro edizioni del campionato. La stagione 1979-1980 vide il Czarni Sosnowiec vincere il primo dei suoi dodici titoli conquistati nell'arco di un ventennio. Nel 2001 dopo che il Czarni Sosnowiec aveva vinto i quattro precedenti campionati, l'AZS Breslavia conquistò il titolo a scapito delle campionesse in carica del Czarni Sosnowiec, grazie alla differenza reti negli scontri diretti, avendo concluso il campionato in testa a pari punti. Da quel momento l'AZS Breslavia impose il suo dominio, conquistando in tutto otto campionati consecutivi, diventando la prima squadra polacca ad accedere alla UEFA Women's Cup per l'edizione 2001-2002. All'AZS Breslavia successe prima l'RTP Unia Racibórz, che vinse cinque campionati consecutivi, e poi il Medyk Konin, che vinse quattro campionati consecutivi.

## Formato
L'Ekstraliga Kobiet è composto di dodici squadre e si disputa su due fasi. Nella prima fase le dodici squadre si affrontano in un girone all'italiana con partite di andata e ritorno per un totale di 22 giornate. Il sistema di assegnazione del punteggio prevede 3 punti per la squadra vincitrice dell'incontro, 1 punto a testa in caso di pareggio e nessun punto per la squadra sconfitta. Al termine della prima fase le squadre classificate ai primi sei posti accedono alla seconda fase per l'assegnazione del titolo, mentre le ultime sei classificate accedono alla seconda fase per la salvezza. In entrambi i raggruppamenti della seconda fase le squadre si affrontano una sola volta per un totale di cinque giornate. Al termine della seconda fase la prima classificata nel raggruppamento per il titolo è campione di Polonia ed accede alla UEFA Women's Champions League della stagione successiva. Nel raggruppamento per la salvezza le ultime due classificate retrocedono in I Liga Kobiet.

## Le squadre

### Organico
Alla stagione 2024-2025 partecipano le seguenti dodici squadre:
- AP Orlen Gdańsk
- Czarni Sosnowiec
- GKS Katowice
- Górnik Łęczna
- Pogoń Stettino
- Pogoń Tczew
- Rekord Bielsko-Biała
- Resovia Rzeszów
- Skra Częstochowa
- Śląsk Breslavia
- SMS Łódź
- Stomil Olsztyn

## Albo d'oro
Edizioni non ufficiali
- 1974-1975:  Checz Gdynia (1)
- 1975-1976:  Checz Gdynia (2)
- 1976-1977: non disputato
- 1977-1978:  Checz Gdynia (3)
- 1978-1979:  Checz Gdynia (4)

Edizioni ufficiali
- 1979-1980:  Czarni Sosnowiec (1)
- 1980-1981:  Czarni Sosnowiec (2)
- 1981-1982:  Pafawag Breslavia (1)
- 1982-1983:  Pafawag Breslavia (2)
- 1983-1984:  Czarni Sosnowiec (3)
- 1984-1985:  Czarni Sosnowiec (4)
- 1985-1986:  Czarni Sosnowiec (5)
- 1986-1987:  Czarni Sosnowiec (6)
- 1987-1988: Template:Calcio femminile Zaglebianka Dabrowa Gornicza (1)
- 1988-1989:  Czarni Sosnowiec (7)
- 1989-1990: Template:Calcio femminile Zaglebianka Dabrowa Gornicza (2)
- 1990-1991:  Czarni Sosnowiec (8)
- 1991-1992:  Stilon Gorzów Wielkopolski (1)
- 1992-1993:  Piastunki Gliwice (1)
- 1993-1994:  Piastunki Gliwice (2)
- 1994-1995:  Stilon Gorzów Wielkopolski (2)
- 1995-1996:  Stilon Gorzów Wielkopolski (3)
- 1996-1997:  Czarni Sosnowiec (9)
- 1997-1998:  Czarni Sosnowiec (10)
- 1998-1999:  Czarni Sosnowiec (11)
- 1999-2000:  Czarni Sosnowiec (12)
- 2000-2001:  Breslavia (1)
- 2001-2002:  Breslavia (2)
- 2002-2003:  Breslavia (3)
- 2003-2004:  Breslavia (4)
- 2004-2005:  Breslavia (5)
- 2005-2006:  Breslavia (6)
- 2006-2007:  Breslavia (7)
- 2007-2008:  Breslavia (8)
- 2008-2009:  Unia Raciborz (1)
- 2009-2010:  Unia Raciborz (2)
- 2010-2011:  Unia Raciborz (3)
- 2011-2012:  Unia Raciborz (4)
- 2012-2013:  Unia Raciborz (5)
- 2013-2014:  Medyk Konin (1)
- 2014-2015:  Medyk Konin (2)
- 2015-2016:  Medyk Konin (3)
- 2016-2017:  Medyk Konin (4)
- 2017-2018:  Górnik Łęczna (1)
- 2018-2019:  Górnik Łęczna (2)
- 2019-2020:  Górnik Łęczna (3)
- 2020-2021:  Czarni Sosnowiec (13)
- 2021-2022:  SMS Łódź (1)
- 2022-2023:  GKS Katowice (1)
- 2023-2024:  Pogoń Stettino (1)
- 2024-2025:  GKS Katowice (2)

## Statistiche

### Titoli per squadra
| Squadra                                                | Titoli | Anni |
| ------------------------------------------------------ | ------ | --- |
| Czarni Sosnowiec                                       | 13     | 1979-1980, 1980-1981, 1983-1984, 1984-1985, 1985-1986, 1986-1987, 1988-1989, 1990-1991, 1996-1997, 1997-1998, 1998-1999, 1999-2000, 2020-2021 |
| Breslavia                                              | 8      | 2000-2001, 2001-2002, 2002-2003, 2003-2004, 2004-2005, 2005-2006, 2006-2007, 2007-2008                                                        |
| Unia Raciborz                                          | 5      | 2008-2009, 2009-2010, 2010-2011, 2011-2012, 2012-2013                                                                                         |
| Checz Gdynia                                           | 4      | 1974-1975, 1975-1976, 1977-1978, 1978-1979 |
| Medyk Konin                                            | 4      | 2013-2014, 2014-2015, 2015-2016, 2016-2017 |
| Górnik Łęczna                                          | 3      | 2017-2018, 2018-2019, 2019-2020 |
| Stilon Gorzów Wielkopolski                             | 3      | 1991-1992, 1994-1995, 1995-1996 |
| Pafawag Breslavia                                      | 2      | 1981-1982, 1982-1983 |
| Template:Calcio femminile Zaglebianka Dabrowa Gornicza | 2      | 1987-1988, 1989-1990 |
| Piastunki Gliwice                                      | 2      | 1992-1993, 1993-1994 |
| GKS Katowice                                           | 2      | 2022-2023, 2024-2025 |
| SMS Łódź                                               | 1      | 2021-2022 |
| Pogoń Stettino                                         | 1      | 2023-2024 |